# Marco Schärf
Marco Schärf (ur. 8 listopada 1980 w Wiedniu) – austriacki kierowca wyścigowy.

## Życiorys
Karierę rozpoczynał w kartingu. W formułach zadebiutował w 1999 roku, kiedy to ścigał się w Formule König, Austriackiej Formule Ford i jednym wyścigu Austriackiej Formuły 3. W 2000 roku zdobył mistrzostwo Austrii i Czech w Formule 3. W latach 2001–2002 rywalizował bez powodzenia w Niemieckiej Formule 3. W 2004 roku zadebiutował w Porsche Carrera Cup Deutschland. Rok później zajął jedenaste miejsce w klasyfikacji serii. Następnie zakończył karierę.

## Wyniki
| Legenda oznaczeń w tabelach wyników Wyświetl szablon na nowej stronie | Legenda oznaczeń w tabelach wyników Wyświetl szablon na nowej stronie                                                                     |
| Oznaczenie                                                            | Wyjaśnienie |
| --------------------------------------------------------------------- | --- |
| Złoty                                                                 | Zwycięzca lub mistrzostwo |
| Srebrny                                                               | 2. miejsce lub wicemistrzostwo |
| Brązowy                                                               | 3. miejsce lub II wicemistrzostwo |
| Zielony                                                               | Ukończył, punktował (w klasyfikacji generalnej, gdy zdobył co najmniej jeden punkt na przestrzeni sezonu, poza trzema powyższymi opcjami) |
| Niebieski                                                             | Ukończył, nie punktował (w klasyfikacji generalnej, gdy nie zdobył co najmniej jednego punktu na przestrzeni sezonu)                      |
| Czerwony                                                              | Nie zakwalifikował się (NZ) |
| Czerwony                                                              | Nie prekwalifikował się (NPK) |
| Różowy                                                                | Nie ukończył (NU) |
| Różowy                                                                | Niesklasyfikowany (NS) (w klasyfikacji generalnej, gdy nie został sklasyfikowany w żadnym wyścigu sezonu)                                 |
| Czarny                                                                | Zdyskwalifikowany (DK) |
| Czarny                                                                | Wykluczony (WYK/EX) |
| Biały                                                                 | Nie wystartował (NW) |
| Biały                                                                 | Kontuzjowany (K/INJ) |
| Biały                                                                 | Wyścig odwołany (OD/C) |
| Bez koloru                                                            | Został wycofany (WYC/WD) |
| Bez koloru                                                            | Nie przybył (NP/DNA) |
| Bez koloru                                                            | Nie brał udziału w treningach (NT/DNP) |
| Bez koloru                                                            | Nie został zgłoszony (–) |
| Pogrubienie                                                           | Start z pole position |
| Kursywa                                                               | Najszybsze okrążenie wyścigu |
| †                                                                     | Nie ukończył, ale jego rezultat został zaliczony ze względu na przejechanie więcej niż 90% dystansu wyścigu.                              |
| *                                                                     | Sezon w trakcie |
| 1/2/3                                                                 | Punktowana pozycja w sprincie kwalifikacyjnym                                                                                             |
| Lista systemów punktacji Formuły 1                                    | |

### Austriacka Formuła 3
| Rok  | Zespół            | Samochód     | Silnik | Wyniki w poszczególnych eliminacjach | Wyniki w poszczególnych eliminacjach | Wyniki w poszczególnych eliminacjach | Wyniki w poszczególnych eliminacjach | Wyniki w poszczególnych eliminacjach | Wyniki w poszczególnych eliminacjach | Wyniki w poszczególnych eliminacjach | Wyniki w poszczególnych eliminacjach | Wyniki w poszczególnych eliminacjach | Wyniki w poszczególnych eliminacjach | Wyniki w poszczególnych eliminacjach | Wyniki w poszczególnych eliminacjach | Wyniki w poszczególnych eliminacjach | Wyniki w poszczególnych eliminacjach | Wyniki w poszczególnych eliminacjach | Wyniki w poszczególnych eliminacjach | Pkt. | Msc. |
| ---- | ----------------- | ------------ | ------ | ------------------------------------ | ------------------------------------ | ------------------------------------ | ------------------------------------ | ------------------------------------ | ------------------------------------ | ------------------------------------ | ------------------------------------ | ------------------------------------ | ------------------------------------ | ------------------------------------ | ------------------------------------ | ------------------------------------ | ------------------------------------ | ------------------------------------ | ------------------------------------ | ---- | ---- |
| 1999 |                   |              |        | Austria                              | Austria                              | Czechy                               | Czechy                               | Czechy                               | Czechy                               | Czechy                               | Czechy                               | Chorwacja                            | Chorwacja                            | Chorwacja                            | Chorwacja                            | Czechy                               | Czechy                               | Niemcy                               |                                      | 12   | 16   |
| 1999 | Fritz Kopp Racing | Dallara F395 | Opel   | -                                    | -                                    | -                                    | -                                    | -                                    | -                                    | -                                    | -                                    | -                                    | -                                    | -                                    | -                                    | -                                    | -                                    | 3                                    |                                      | 12   | 16   |
| 2000 |                   |              |        | Austria                              | Austria                              | Czechy                               | Czechy                               | Austria                              | Austria                              | Czechy                               | Czechy                               | Chorwacja                            | Chorwacja                            | Chorwacja                            | Chorwacja                            | Austria                              | Austria                              | Niemcy                               | Niemcy                               | 197  | 1    |
| 2000 | Fritz Kopp Racing | Dallara F398 | Opel   | NU                                   | 1                                    | NU                                   | 1                                    | 2                                    | 3                                    | 1                                    | 1                                    | NU                                   | 1                                    | 1                                    | 1                                    | 2                                    | NU                                   | 2                                    | 1                                    | 197  | 1    |

### Niemiecka Formuła 3
| Rok  | Zespół                   | Samochód     | Silnik | Wyniki w poszczególnych eliminacjach | Wyniki w poszczególnych eliminacjach | Wyniki w poszczególnych eliminacjach | Wyniki w poszczególnych eliminacjach | Wyniki w poszczególnych eliminacjach | Wyniki w poszczególnych eliminacjach | Wyniki w poszczególnych eliminacjach | Wyniki w poszczególnych eliminacjach | Wyniki w poszczególnych eliminacjach | Wyniki w poszczególnych eliminacjach | Wyniki w poszczególnych eliminacjach | Wyniki w poszczególnych eliminacjach | Wyniki w poszczególnych eliminacjach | Wyniki w poszczególnych eliminacjach | Wyniki w poszczególnych eliminacjach | Wyniki w poszczególnych eliminacjach | Wyniki w poszczególnych eliminacjach | Wyniki w poszczególnych eliminacjach | Wyniki w poszczególnych eliminacjach | Wyniki w poszczególnych eliminacjach | Pkt. | Msc. |
| ---- | ------------------------ | ------------ | ------ | ------------------------------------ | ------------------------------------ | ------------------------------------ | ------------------------------------ | ------------------------------------ | ------------------------------------ | ------------------------------------ | ------------------------------------ | ------------------------------------ | ------------------------------------ | ------------------------------------ | ------------------------------------ | ------------------------------------ | ------------------------------------ | ------------------------------------ | ------------------------------------ | ------------------------------------ | ------------------------------------ | ------------------------------------ | ------------------------------------ | ---- | ---- |
| 2001 |                          |              |        | Niemcy                               | Niemcy                               | Niemcy                               | Niemcy                               | Niemcy                               | Niemcy                               | Niemcy                               | Niemcy                               | Niemcy                               | Niemcy                               | Niemcy                               | Niemcy                               | Niemcy                               | Niemcy                               | Niemcy                               | Niemcy                               | Austria                              | Austria                              | Niemcy                               | Niemcy                               | 1    | 31   |
| 2001 | CCT Racing               | Dallara F300 | Opel   | NU                                   | 21                                   | NU                                   | 20                                   | NU                                   | 25                                   | 23                                   | 10                                   | NZ                                   | NZ                                   | 19                                   | NU                                   | 23                                   | 26                                   | 23                                   | NU                                   | NZ                                   | NU                                   | NW                                   | NU                                   | 1    | 31   |
| 2002 |                          |              |        | Niemcy                               | Niemcy                               | Niemcy                               | Niemcy                               | Niemcy                               | Niemcy                               | Niemcy                               | Niemcy                               | Niemcy                               | Niemcy                               | Niemcy                               | Niemcy                               | Austria                              | Austria                              | Holandia                             | Holandia                             | Niemcy                               | Niemcy                               |                                      |                                      | 0    | 32   |
| 2002 | Palfinger F3 Racing Team | Dallara F302 | Opel   | NU                                   | NU                                   | 19                                   | NU                                   | 13                                   | NU                                   | 25                                   | NU                                   | 18                                   | 13                                   | 14                                   | 18                                   | 20                                   | 16                                   | 16                                   | 19                                   | NU                                   | NU                                   |                                      |                                      | 0    | 32   |